# Tanaostigmatidae
Tanaostigmatidae is een familie van vliesvleugelige insecten.

## Geslachten
- Cynipencyrtus Ishii, 1928 (1)
- Enigmencyrtus Trjapitzin, 1977 (1)
- Liebeliella Kieffer, 1910 (1)
- Microprobolos LaSalle, 1987 (1)
- Minapis Brèthes, 1916 (3)
- Protanaostigma Ferrière, 1929 (4)
- Tanaoneura Howard, 1897 (11)
- Tanaostigma Howard, 1890 (11)
- Tanaostigmodes Ashmead, 1896 (64)